# Morfonica
Morfonica는 뱅드림 프로젝트 내의 6번째 밴드이다.  뱅드림 내에서 단기간에 가장 많은 성장을 한 밴드이다.

## 개요
명문의 아가씨학교·츠키노모리 여자학원의 1학년으로 결성된 걸스 밴드 그룹.이름의 유래는 모르포나비 및 메타모르포제+심포닉에서.

새로운 밴드로서 2020년 3월 1일에 발표되어 앱 「걸스 밴드 파티」의 게임 릴리스 3주년이 되는 2020년 3월 16일부터 등장.
동시에, 안의 사람들에 의한 리얼 밴드도 시동했다.

1st 싱글 'Daylight-Daylight-'가 2020년 5월 27일 발매, 위클리 세일즈 랭킹 2위라는 호조의 데뷔를 했다.(참고로 1위는 같은 날 발매 [반도리! 걸즈밴드 파티] 커버 컬렉션 vol.4')

멤버의 성씨는 도쿄도 시나가와구의 지명, 혹은 옛 지명에서 유래한다.

활동 초기의 리얼 밴드는, 당시의 정세나 어려운 평가도 맞물려 빈말에도 좋은 스타트를 끊었다고는 말하기 어려운 상황에 있었지만, 팝핀'파티의 성장을 알고 있는 고참 팬등은, 장래를 기대하고 지켜보고 있었다.
그러나 비판의 목소리를 날려버릴 기세로 라이브를 거듭할수록 본인들의 실력이 급상승하고 있어 기대했던 팬들로부터 놀라움의 목소리가 나오고, 초기에 비판이나 무시했던 인물들로부터도 손바닥 뒤집듯 평가하는 목소리도 늘고 있다.

## 밴드 멤버들 소개
- 쿠라타 마시로 (倉田ましろ,Vo.)

츠키노모리 1학년생. 백발 단발에 벽안을 가진 소녀이며 소심한 성격. 츠키노모리의 특별함을 동경하여 츠키노모리에 들어왔으나, 자신만의 특별함을 찾지 못하던 와중 포핀파티의 라이브를 보고 밴드를 시작하게 된다. 밴드의 작사 담당이며 포지션은 보컬, 성우는 신도 아마네이다. 상징색은 옅은 인디고색.
- 히로마치 나나미 (広町七深,Ba.)

일명 천재라 불리는 츠키노모리 여학원 1학년생. 평범함을 동경하며 자신의 천재성을 숨기려 하지만 토우코의 기타를 한 번에 듣고 치는 등 나름대로 천재성을 숨기기 힘든 소녀. 밴드의 보컬 담당인 마시로를 잘 놀리며, 괴담을 좋아한다. 포지션은 베이스, 성우는 니시오 유카이다. 상징색은 코랄색.
- 키리가야 토우코 (桐ヶ谷透子,Gt.)

SNS계 인기스타인 츠키노모리 여학원 1학년생 소녀. 집안에서는 포목점을 하고 있고, 츠쿠시와 똑같이 늘 자신만만하다. 자신이 음악을 하는 걸 할머니께서 특히 싫어하신다고 한다. 포지션은 밴드의 기타 겸 의상 담당이며 성우는 스쿠타 히나이다. 상징색은 빨간색.
- 후타바 츠쿠시 (二葉つくし,Dr.)

학급 내 반장을 맡고 있는 츠키노모리 1학년생. 집안에서는 언니 노릇 하랴, 학교에서는 반장 노릇 하랴 여러모로 자기 나름대로 많이 바쁘고 항상 자신만만하지만 자신이 더 이상 발전하지 않으면 어쩌나 하는 불안감이 있기도 하다. 포지션은 드럼이며 성우는 mika이다. 상징색은 분홍색.
- 야시오 루이 (八潮瑠唯,Vn.)

학년 내 최고 우등생이란 타이틀을 가진 츠키노모리 여학원 1학년생. 어른스러운 분위기와 고교생치곤 어른스러운 생김새. 늘 차분하고 논리적으로 행동하려 하지만 논리가 아닌 감정을 택했을 때의 결과가 궁금해서 감정을 선택하는 경우도 있다고 한다. 밴드의 작곡 담당이다. 포지션은 바이올린이며 성우는 Ayasa, 상징색은 카키색이다.